# 牙鲽属
牙鲽属（学名：Paralichthodes）是鲽科的一属。

## 下属物种
本属包括以下物种：
- 牙鲽 Paralichthodes algoensis Gilchrist, 1902